# Anaxita brueckneri
Anaxita brueckneri là một loài bướm đêm thuộc phân họ Arctiinae, họ Erebidae.